# Yoshimi Yahagi
Yoshimi Yahagi is een personage uit de film Battle Royale. Ze werd gespeeld door actrice Takako Baba.

## Voor Battle Royale
Yoshimi was een derdeklasser van de fictieve Shiroiwa Junior High School. Ze zat in de gang die werd samengesteld door Mitsuko Souma. Ze had een vriendje, Yoji Kuramoto.

Ze werd meerdere keren opgepakt voor stelen en zat in de prostitutie.

## Battle Royale
Yoshimi pleegde niet veel later nadat ze de school uit waren zelfmoord met haar vriendje. Ze hingen zichzelf op.
In het boek werd ze echter vermoord door Mitsuko, die haar probeerde te helpen nadat haar vriendje Yoshimi aanviel. Yoshimi werd daarom boos op Mitsuko en werd in haar hoofd geschoten.